# 拉塞勒 (谢尔省)
拉塞勒（法語：La Celle，法語發音：[la sɛl]）是法国谢尔省的一个市镇，位于该省南部，属于圣阿芒蒙龙区。

## 地理
拉塞勒（46°46'7"N, 2°26'47"E）面积12.8 平方千米，位于法国中央-卢瓦尔河谷大区谢尔省，该省份为法国中部省份，北起卢瓦雷省，西接卢瓦-谢尔省和安德尔省，南至克勒兹省，东南接阿列省，东临涅夫勒省。
与拉塞勒接壤的市镇（或旧市镇、城区）包括：布吕埃尔-阿利尚、梅扬、聖阿芒蒙龍、于宰勒沃农。

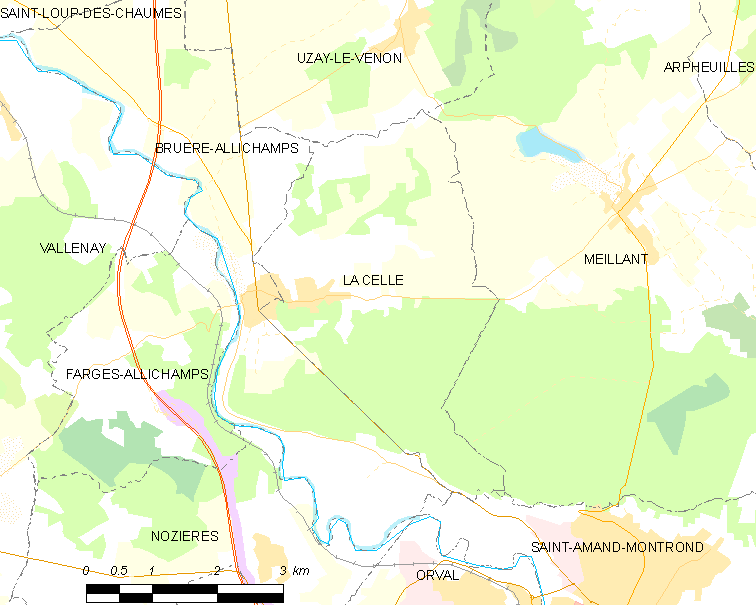
的OSM定位图

拉塞勒的时区为UTC+01:00、UTC+02:00（夏令时）。

## 行政
拉塞勒的邮政编码为18200，INSEE市镇编码为18042。

## 政治
拉塞勒所属的省级选区为圣阿芒蒙龙县。

## 人口

1962-2008年间人口变化图示

拉塞勒于2022年1月1日时的人口数量为329人。